# Liste der Kulturdenkmale in Neueibau
In der Liste der Kulturdenkmale in Neueibau sind die Kulturdenkmale des Ortsteils Neueibau der sächsischen Gemeinde Kottmar verzeichnet, die bis September 2024 vom Landesamt für Denkmalpflege Sachsen erfasst wurden (ohne archäologische Kulturdenkmale). Die Anmerkungen sind zu beachten.

## Liste der Kulturdenkmale in Neueibau
| Bild                                    | Bezeichnung                                                              | Lage                                                     | Datierung                                                                             | Beschreibung | ID       |
| --------------------------------------- | ------------------------------------------------------------------------ | -------------------------------------------------------- | ------------------------------------------------------------------------------------- | --- | -------- |
| Weitere Bilder                          | Wohnhaus (Umgebinde) mit massivem Anbau                                  | Dorfstraße 1 (Karte)                                     | 1. Hälfte 19. Jahrhundert                                                             | Doppelstubenhaus, Obergeschoss Fachwerk, zierverbrettert (z. B. Zahnschnitt), Umgebindekonstruktion mit profilierten Ständern, historistisches Türportal, historisierender Anbau mit Klinkerfassade, ehemalige Näherei, ortsgeschichtlich und baugeschichtlich von Bedeutung, im Ort von herausragendem Denkmalwert | 08960091 |
| Weitere Bilder                          | Wohnhaus (Umgebinde)                                                     | Dorfstraße 9 (Karte)                                     | Um 1850                                                                               | Eingeschossiges Doppelstubenhaus, weitgehend unverändert erhalten, baugeschichtlich von Bedeutung | 08960092 |
|                                         | Wohnhaus (Umgebinde) mit integriertem Wirtschaftsteil                    | Dorfstraße 10 (Karte)                                    | 2. Hälfte 18. Jahrhundert                                                             | Eingeschossig mit hölzernem Wirtschaftsteil, im Ort von Seltenheitswert, im ursprünglichen Aussehen erhaltenes Beispiel der Oberlausitzer Holzbauweise, baugeschichtlich von Bedeutung | 08960096 |
|                                         | Wohnhaus (Umgebinde)                                                     | Dorfstraße 11 (Karte)                                    | 1. Hälfte 19. Jahrhundert, später überformt                                           | Eingeschossig mit Dachausbau über dem Eingang, ortsbildprägend, baugeschichtlich von Bedeutung | 08960093 |
|                                         | Wohnhaus (Umgebinde) ohne Anbau                                          | Dorfstraße 19 (Karte)                                    | Um 1850                                                                               | Eingeschossiges Doppelstubenhaus, Bestandteil der regionaltypischen Umgebinde-Landschaft, baugeschichtlich von Bedeutung | 08960095 |
| Direkt Bild zu diesem Denkmal hochladen | Wohnhaus                                                                 | Dorfstraße 23 (Karte)                                    | Um 1800                                                                               | Obergeschoss Fachwerk verbrettert, Holzkonstruktion erhalten, straßenbildprägend, baugeschichtlich von Bedeutung | 08960097 |
| Direkt Bild zu diesem Denkmal hochladen | Wohnhaus                                                                 | Dorfstraße 25 (Karte)                                    | 18. Jahrhundert                                                                       | Obergeschoss Fachwerk verputzt oder verkleidet, Teil des älteren Orts-Baubestandes, baugeschichtlich von Bedeutung | 08960098 |
| Direkt Bild zu diesem Denkmal hochladen | Bauernhof mit Wohnhaus und zwei Seitengebäuden                           | Dorfstraße 26 (Karte)                                    | Bezeichnet mit 1847                                                                   | Wohnhaus Obergeschoss Fachwerk verputzt, Krüppelwalmdach mit fünf Fledermausgaupen, schönes profiliertes Haustürgewände, massive Seitengebäude, im Ortsteil Neueibau singulär erhaltene Struktur, wirtschaftsgeschichtlich und baugeschichtlich von Bedeutung                                                       | 08960101 |
| Direkt Bild zu diesem Denkmal hochladen | Wohnhaus (Umgebinde)                                                     | Dorfstraße 30 (Karte)                                    | Bezeichnet mit 1866                                                                   | Doppelstubenhaus, Obergeschoss Fachwerk verbrettert, ortsbildtypisch, baugeschichtlich von Bedeutung | 08960103 |
| Weitere Bilder                          | Wohnhaus (Umgebinde)                                                     | Dorfstraße 38 (Karte)                                    | 1. Hälfte 19. Jahrhundert                                                             | Obergeschoss Fachwerk verkleidet, trotz Veränderungen weitgehend im regionaltypischen Aussehen erhalten, baugeschichtlich von Bedeutung | 08960060 |
| Weitere Bilder                          | Wohnhaus (Umgebinde)                                                     | Dorfstraße 39 (Karte)                                    | 18. Jahrhundert                                                                       | Obergeschoss Fachwerk verbrettert, in herkömmlicher regionaltypischer Holzbauweise erhalten, baugeschichtlich von Bedeutung | 08960102 |
| Weitere Bilder                          | Wohnhaus (Umgebinde)                                                     | Dorfstraße 40 (Karte)                                    | Um 1800                                                                               | Eingeschossig, regionaltypisch, baugeschichtlich von Bedeutung | 08960061 |
| Direkt Bild zu diesem Denkmal hochladen | Wohnhaus                                                                 | Dorfstraße 41 (Karte)                                    | Um 1800                                                                               | Obergeschoss Fachwerk verkleidet, trotz Veränderungen Zeugnis alter Ortsbebauung durch ursprüngliche Baukörper-Proportionen, baugeschichtlich von Bedeutung | 08960104 |
|                                         | Wohnhaus (Umgebinde) auf Hakengrundriss und Scheune eines Zweiseithofes  | Dorfstraße 42 (Karte)                                    | 1. Hälfte 18. Jahrhundert                                                             | Wohnhaus: Obergeschoss Fachwerk verkleidet, eines der ältesten Häuser im Ort, massive Scheune mit Fachwerk-Giebel, wirtschaftsgeschichtlich und baugeschichtlich von Bedeutung | 08960062 |
|                                         | Wohnhaus (Umgebinde)                                                     | Dorfstraße 44 (Karte)                                    | 1. Hälfte 19. Jahrhundert                                                             | Eingeschossig, straßenbildprägend, baugeschichtlich von Bedeutung | 08960063 |
| Direkt Bild zu diesem Denkmal hochladen | Schornstein und Heizhaus (mit Kessel) der ehemaligen Textilfabrik Berndt | Dorfstraße 45 (Karte)                                    | Um 1900/1910                                                                          | Ziegelbauten, ortshistorisch und technikgeschichtlich von Interesse | 08960057 |
| Weitere Bilder                          | Wohnhaus und Gewerbegebäude (mit Umgebinde) sowie Handschwengelpumpe     | Dorfstraße 46 (Karte)                                    | Bezeichnet mit 1759, später überformt (Wohnhaus); 2. Hälfte 19. Jahrhundert (Näherei) | Massives Wohnhaus, Gewerbegebäude (Näherei): Umgebinde, Obergeschoss Fachwerk verbrettert, im Obergeschoss angebauter Wintergarten, Mansarddach, schöner Türstock, baugeschichtlich und ortshistorisch interessantes Ensemble, hölzerne Handschwengelpumpe auf dem Hof                                              | 08960064 |
| Direkt Bild zu diesem Denkmal hochladen | Wohnhaus (Umgebinde)                                                     | Dorfstraße 47 (Karte)                                    | Kern 18. Jahrhundert                                                                  | Ursprungsbau der Textilfabrik Berndt mit Nr. 45, Obergeschoss Fachwerk verbrettert, Dachhecht, Umgebinde-Ständer profiliert, schöner Türstock, im ursprünglichen Aussehen erhalten, baugeschichtlich von Bedeutung                                                                                                  | 08960058 |
| Direkt Bild zu diesem Denkmal hochladen | Wohnhaus (Umgebinde)                                                     | Dorfstraße 49 (Karte)                                    | Bezeichnet mit 1877, im Kern wohl älter                                               | Doppelstubenhaus, Obergeschoss Fachwerk verbrettert, Dachhecht, straßenbildprägend, baugeschichtlich von Bedeutung | 08960059 |
| Direkt Bild zu diesem Denkmal hochladen | Wohnhaus (Umgebinde) ohne massiven Anbau                                 | Dorfstraße 51 (Karte)                                    | Um 1850                                                                               | Baugeschichtlich bedeutsam | 09306287 |
|                                         | Wohnhaus (Umgebinde) auf Hakengrundriss                                  | Dorfstraße 55 (Karte)                                    | 18. Jahrhundert                                                                       | Obergeschoss Fachwerk, zweifarbig verschiefert, trotz Umbauten noch regionaltypische Holzbauweise verkörpernd, baugeschichtlich von Bedeutung | 08960065 |
| Direkt Bild zu diesem Denkmal hochladen | Wohnhaus, einst Gasthaus                                                 | Eibauer Straße 3 (Karte)                                 | Bezeichnet mit 1861, um 1900 überformt                                                | Obergeschoss Fachwerk verkleidet, Erdgeschoss historisierende Klinkerfassade, hübsches Granit-Türgewände, ortsgeschichtlich und baugeschichtlich von Bedeutung | 08960074 |
|                                         | Kriegerdenkmal für die Gefallenen des Ersten Weltkrieges                 | Hauptstraße (gegenüber Nr. 56, Ecke Oststraße) (Karte)   | Nach 1918                                                                             | Monolith mit deckelartiger expressionistischer Bekrönung, ortsgeschichtlich von Bedeutung | 08960076 |
| Direkt Bild zu diesem Denkmal hochladen | Wohnhaus (Umgebinde)                                                     | Hauptstraße 22 (Karte)                                   | Um 1800                                                                               | Obergeschoss Fachwerk verkleidet, Granit-Türstock, regionaltypisch, baugeschichtlich von Bedeutung | 08960090 |
| Direkt Bild zu diesem Denkmal hochladen | Wohnhaus (Umgebinde)                                                     | Hauptstraße 26 (Karte)                                   | 1. Hälfte 19. Jahrhundert                                                             | Obergeschoss Fachwerk verkleidet, alte Umgebinde-Konstruktion, trotz Veränderungen im massiven Bereich prägendes Beispiel Oberlausitzer Holzbauweise, baugeschichtlich von Bedeutung | 08960089 |
| Direkt Bild zu diesem Denkmal hochladen | Wohnhaus (Umgebinde)                                                     | Hauptstraße 28 (Karte)                                   | Um 1850                                                                               | Eingeschossig, einfaches Beispiel regionaltypischer Bauweise, baugeschichtlich von Bedeutung | 08960088 |
| Direkt Bild zu diesem Denkmal hochladen | Wohnhaus (Umgebinde)                                                     | Hauptstraße 36 (Karte)                                   | 2. Hälfte 19. Jahrhundert                                                             | Doppelstubenhaus, Obergeschoss Fachwerk verbrettert, Granit-Türstock, im ursprünglichen Aussehen erhalten, an straßenbildprägender Stelle, baugeschichtlich von Bedeutung | 08960084 |
| Direkt Bild zu diesem Denkmal hochladen | Wohnhaus (Umgebinde)                                                     | Hauptstraße 38 (Karte)                                   | Um 1850                                                                               | Eingeschossig, einfaches Beispiel regionaltypischer Bauweise, prägt das Straßenbild mit, baugeschichtlich von Bedeutung | 08960083 |
| Weitere Bilder                          | Wohnhaus (Umgebinde)                                                     | Hauptstraße 54 (Karte)                                   | Um 1850                                                                               | Eingeschossig, weitgehend im ursprünglichen Aussehen erhalten, straßenbildprägend, baugeschichtlich von Bedeutung | 08960077 |
| Direkt Bild zu diesem Denkmal hochladen | Wohnhaus (Umgebinde)                                                     | Hauptstraße 60 (Karte)                                   | 1. Hälfte 19. Jahrhundert                                                             | Obergeschoss Fachwerk verschiefert; trotz Veränderungen im Obergeschoss typisches Beispiel regionaler Holzbauweise, straßenbildprägend, baugeschichtlich von Bedeutung | 08960068 |
| Direkt Bild zu diesem Denkmal hochladen | Wohnhaus (Umgebinde)                                                     | Hauptstraße 66 (Karte)                                   | Bezeichnet mit 1883                                                                   | Eingeschossiges Doppelstubenhaus, Dachhecht, schönes Beispiel der späten Umgebinde-Bauweise, straßenbildprägend, baugeschichtlich von Bedeutung | 08960069 |
| Weitere Bilder                          | Zimmermannmühle (früher Güntzelmühle); Bockwindmühle                     | Hauptstraße 92 (bei), südöstlich des Ortes (Karte)       | Um 1845                                                                               | Holzverschalte Windmühle, ortsgeschichtlich und technikgeschichtlich von Bedeutung | 08960054 |
|                                         | Wohnhaus (Umgebinde)                                                     | Hintere Ecke 1 (Karte)                                   | Um 1850                                                                               | Eingeschossig, einfaches Beispiel der regionaltypischen Holzbauweise, baugeschichtlich von Bedeutung | 08960073 |
|                                         | Wohnhaus (Umgebinde)                                                     | Jahnweg 3 (Karte)                                        | 1. Hälfte 19. Jahrhundert                                                             | Eingeschossig, am Giebel zwei weite Umgebinde-Joche, baugeschichtlich von Bedeutung | 08960081 |
| Direkt Bild zu diesem Denkmal hochladen | Handschwengelpumpe                                                       | Jahnweg 5 (vor) (Karte)                                  | Um 1900                                                                               | Hölzerne Handschwengelpumpe, kulturgeschichtlich von Bedeutung | 08960079 |
| Direkt Bild zu diesem Denkmal hochladen | Wohnhaus (Umgebinde) und Scheune eines Zweiseithofes                     | Jahnweg 6 (Karte)                                        | 1. Hälfte 19. Jahrhundert (Wohnhaus); 2. Viertel 19. Jahrhundert (Scheune)            | Bauten parallel, Wohnhaus-Umgebinde rechts 3/5/2 Joche, Obergeschoss Fachwerk verbrettert, Scheune mit Stall, Bruchstein mit Granitgewänden, Hechtgaupe, alles in der ursprünglichen Substanz erhalten, baugeschichtlich von Bedeutung                                                                              | 08960080 |
| Direkt Bild zu diesem Denkmal hochladen | Wohnhaus                                                                 | Mittelweg 1 (Karte)                                      | 18. Jahrhundert                                                                       | Obergeschoss Fachwerk, aufwendige ornamentale Verschieferung (Sonnenmuster), Bestandteil der älteren Bebauung des Ortes, baugeschichtlich von Bedeutung | 08960067 |
|                                         | Wohnhaus (Umgebinde)                                                     | Mühlweg 1 (Karte)                                        | 1. Hälfte 19. Jahrhundert                                                             | Obergeschoss verschiefertes Fachwerk, Dachhecht, gut im Aussehen erhaltenes Beispiel Oberlausitzer Holzbauweise, baugeschichtlich von Bedeutung | 08960087 |
| Direkt Bild zu diesem Denkmal hochladen | Handschwengelpumpe                                                       | Mühlweg 3 (vor) (Karte)                                  | Um 1900                                                                               | Hölzerne Handschwengelpumpe, kulturgeschichtlich von Bedeutung | 08960085 |
|                                         | Wohnhaus (Umgebinde)                                                     | Neue Straße 2 (Karte)                                    | 2. Hälfte 19. Jahrhundert                                                             | Eingeschossiges Umgebindehaus, einfacher Vertreter der regionaltypischen Holzbauweise, baugeschichtlich von Bedeutung | 08960071 |
| Weitere Bilder                          | Wohnhaus (Umgebinde), davor Handschwengelpumpe                           | Neue Straße 13 (Karte)                                   | Um 1900                                                                               | Eingeschossiges Doppelstubenhaus mit Drempel, Verbretterung mit Quadrierungen, Beispiel der späten Umgebinde-Bauweise, baugeschichtlich von Bedeutung | 08960070 |
| Weitere Bilder                          | Wohnhaus (Umgebinde)                                                     | Oststraße 1 (Karte)                                      | Um 1850                                                                               | Doppelstubenhaus, Obergeschoss Fachwerk zweifarbig verschiefert, Krüppelwalmdach mit mehrfarbiger Biberschwanzdeckung, gut im ursprünglichen Aussehen erhaltenes Beispiel Oberlausitzer Holzbauweise an ortsbildprägender Stelle, baugeschichtlich von Bedeutung                                                    | 08960075 |
| Direkt Bild zu diesem Denkmal hochladen | Wohnhaus                                                                 | Oststraße 6 (Karte)                                      | Um 1900                                                                               | Historisierend, gegiebelter Mittelrisalit in der Langseite, Putzgliederung und Holzverzierung weitgehend erhalten, einziges Beispiel von Schweizerstil im Ort, baugeschichtlich von Bedeutung | 08960072 |
| Direkt Bild zu diesem Denkmal hochladen | Wohnhaus mit Einfriedung und Neugierde                                   | Postweg 2 (Karte)                                        | Um 1900                                                                               | Haus eingeschossig mit Drempel und wenig steil geneigtem Satteldach, in der Mitte der Länge ein zweigeschossiger Mittelrisalit mit eigenem Satteldach, anspruchsvoll gestaltete Fassaden mit zahlreichen gliedernden Elementen, bau- und ortsgeschichtlicher Wert                                                   | 09307391 |
| Direkt Bild zu diesem Denkmal hochladen | Schule (später Gemeindeamt) und Turnhalle                                | Schulstraße 1 (Karte)                                    | Bezeichnet mit 1906                                                                   | Im Reformstil der Zeit um 1910 mit vielen baulichen Details, hölzerne Eingangsloggia, Dachreiter, baugeschichtlich, kulturhistorisch und ortshistorisch von Bedeutung, ehemals Untere Schule genannt, später Gemeindeamt Neueibau                                                                                   | 08960056 |
| Direkt Bild zu diesem Denkmal hochladen | Lutherdenkmal                                                            | Schulstraße 1 (bei), neben der ehemaligen Schule (Karte) | Bezeichnet mit 1883                                                                   | Zum Gedenken an den Reformator Martin Luther, ortsgeschichtlich von Bedeutung, Obelisk auf klassizistischem Postament | 08960055 |
| Direkt Bild zu diesem Denkmal hochladen | Wohnhaus (Umgebinde)                                                     | Straße der Jugend 1 (Karte)                              | Um 1850                                                                               | Eingeschossig, einfaches Beispiel regionaltypischer Holzbauweise, baugeschichtlich von Bedeutung | 08960099 |

## Tabellenlegende
- Bild: Bild des Kulturdenkmals, ggf. zusätzlich mit einem Link zu weiteren Fotos des Kulturdenkmals im Medienarchiv Wikimedia Commons. Wenn man auf das Kamerasymbol klickt, können Fotos zu Kulturdenkmalen aus dieser Liste hochgeladen werden:
- Bezeichnung: Denkmalgeschützte Objekte und ggf. Bauwerksname des Kulturdenkmals
- Lage: Straßenname und Hausnummer oder Flurstücknummer des Kulturdenkmals. Die Grundsortierung der Liste erfolgt nach dieser Adresse. Der Link (Karte) führt zu verschiedenen Kartendiensten mit der Position des Kulturdenkmals. Fehlt dieser Link, wurden die Koordinaten noch nicht eingetragen. Sind diese bekannt, können sie über ein Tool mit einer Kartenansicht einfach nachgetragen werden. In dieser Kartenansicht sind Kulturdenkmale ohne Koordinaten mit einem roten bzw. orangen Marker dargestellt und können durch Verschieben auf die richtige Position in der Karte mit Koordinaten versehen werden. Kulturdenkmale ohne Bild sind an einem blauen bzw. roten Marker erkennbar.
- Datierung: Baubeginn, Fertigstellung, Datum der Erstnennung oder grobe zeitliche Einordnung entsprechend des Eintrags in der sächsischen Denkmaldatenbank
- Beschreibung: Kurzcharakteristik des Kulturdenkmals entsprechend des Eintrags in der sächsischen Denkmaldatenbank, ggf. ergänzt durch die dort nur selten veröffentlichten Erfassungstexte oder zusätzliche Informationen
- ID: Vom Landesamt für Denkmalpflege Sachsen vergebene, das Kulturdenkmal eindeutig identifizierende Objekt-Nummer. Der Link führt zum PDF-Denkmaldokument des Landesamtes für Denkmalpflege Sachsen. Bei ehemaligen Kulturdenkmalen können die Objektnummern unbekannt sein und deshalb fehlen bzw. die Links von aus der Datenbank entfernten Objektnummern ins Leere führen. Ein ggf. vorhandenes Icon  führt zu den Angaben des Kulturdenkmals bei Wikidata.